# Titanilla Bogdányi
Titanilla Bogdányi (ur. 12 kwietnia 1986 w Budapeszcie) – węgierska aktorka dubbingowa.
W dubbingu zaczęła pracować jako dziecko. Swojego głosu użyczyła w produkcjach takich jak Simpsonowie, Król lew czy Zmierzch.
Zajmuje się również dubbingiem anime.

## Role dubbingowe (wybór)
Opracowano na podstawie źródła:
- Smallville: Lois Lane – Erica Durance (2. głos)
- Paula és Paulina: Lisette Bracho – María Solares
- Róma: Vorena the Elder – Coral Amiga
- Naruto: Ino Yamanaka (dubbing kanału Animax)
- Bleach: Inoue Orihime
- A Simpson család: Elisabeth 'Lisa' Simpson – Yeardley Smith